# آرامگاه چهارتاقی توی
مقبره چهارتاقی توی مربوط به اواخر دوره ساسانیان است و در شهرستان اسفراین، بخش مرکزی، دهستان دامن کوه، ۳۰۰ متری شمال روستای توی واقع شده و این اثر در تاریخ ۲۸ اسفند ۱۳۸۵ با شمارهٔ ثبت ۱۸۷۴۱ به‌عنوان یکی از آثار ملی ایران به ثبت رسیده است.